# Punta Rossa di Sea
La Punta Rossa di Sea (2.910 m s.l.m.) è una montagna delle Alpi Graie che si trova sullo spartiacque tra val grande di Lanzo (a nord) e val d'Ala. La punta sosvrasta il Pian della Mussa e si colloca sul confine tra i territori comunali di Balme e di Groscavallo.

## Descrizione

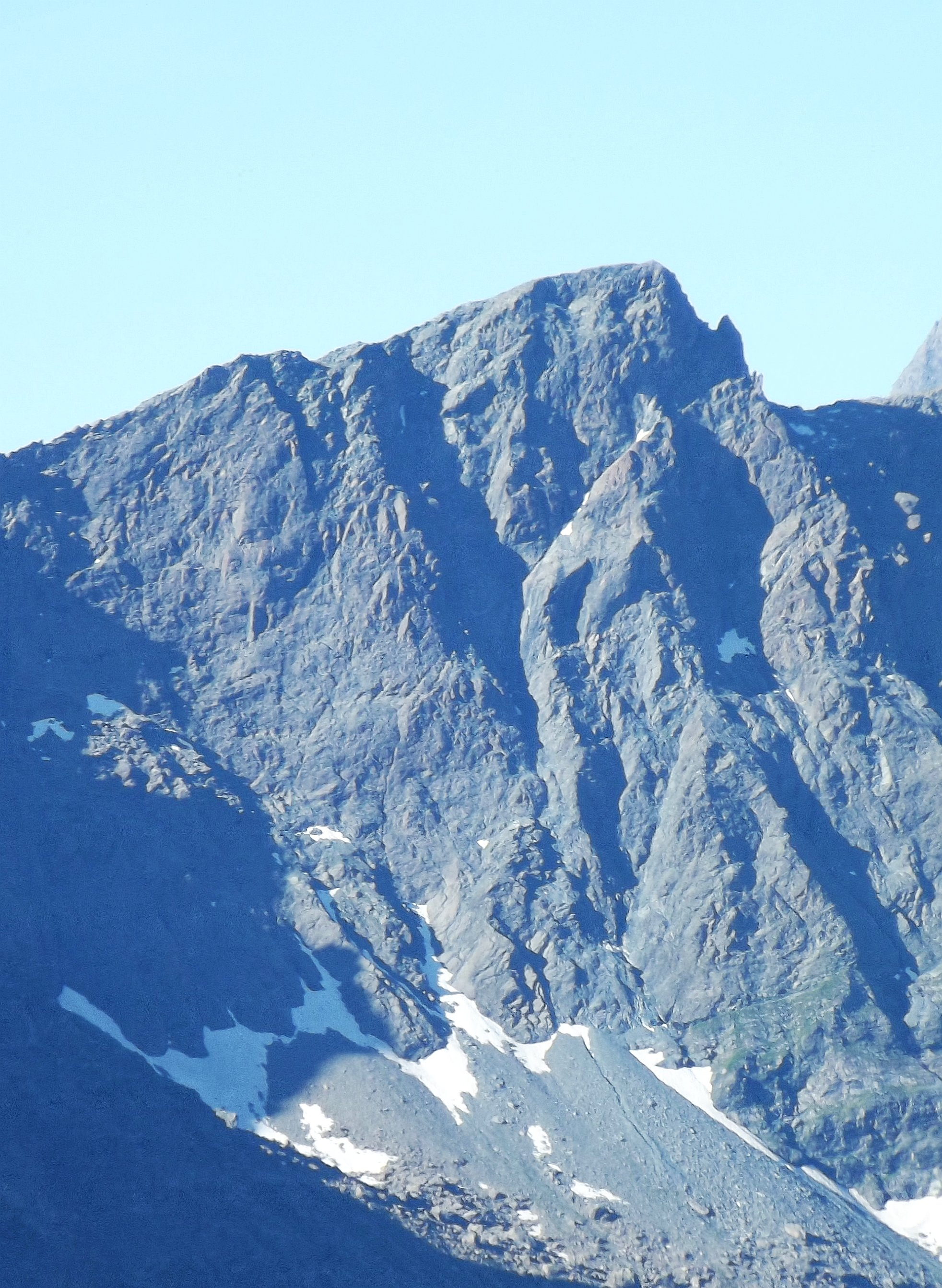
Il versante nord

La montagna è situata ad ovest del Ghicet di Sea (2.720 m), un colle che la separa dall'Albaron di Sea e dallo spartiacque principale sul quale passa la frontiera italo/francese. Ad est si trova l'Uia di Mondrone, divisa dalla Punta Rossa da una insellatura senza nome a quota 2.758 s.l.m..
Il versante meridionale della montagna è relativamente uniforme, non troppo ripido e ricoperto in alto di pietraie; quello settentrionale, rivolto verso il Vallone di Sea, è invece dirupato e di natura rocciosa.

## Salita alla vetta
La vetta può essere salita con partenza dal Pian della Mussa percorrendo fino a quota 2.550 circa il sentiero n. 227 per il Lago Mercurin e proseguendo poi per tracce di passaggio su pietraia. La difficoltà dell'itinerario è stimata in EE.
La salita sci alpinistica, sempre per il versante meridionale, è invece considerata di difficoltà BS.

## Punti d'appoggio
Al Pian della Mussa è presente il Rifugio Città di Cirié che può essere utilizzato come punto d'appoggio.
Per le vie di salita di tipo alpinistico possono anche essere utili i bivacchi Molino e Soardi - Fassero

### Cartografia
- Cartografia ufficiale italiana dell'Istituto Geografico Militare (IGM) in scala 1:25.000 e 1:100.000, consultabile on line
- Istituto Geografico Centrale - Carta dei sentieri e dei rifugi scala 1:50.000 n. 2 Valli di Lanzo e Moncenisio
- Istituto Geografico Centrale - Carta dei sentieri e dei rifugi scala 1:25.000 n.103 Rocciamelone Uja di Ciamarella Le Levanne Alte Valli di Lanzo